# NGC 3156
NGC 3156 este o galaxie lenticulară situată în constelația Sextantul. A fost descoperită în 13 decembrie 1784 de către William Herschel. Se află la o distanță de 22,28 de megaparseci de Pământ.